# Судомир Олександр Костянтинович
Судомир Олександр Костянтинович (18.12.1900, Санкт-Петербург  – 18.03.1957, Івано-Франківськ) – психіатр, судово-медичний експерт, доктор медичних наук (1948).

## Життєпис
У 1919 р. О. К. Судомир закінчив Київське реальне училище. Наступного року вступив до Київського медичного інституту, який закінчив у 1925 р. . Під час навчання протягом двох років працював у Київській санітарно-епідеміологічній станції, звідки був звільнений у зв’язку із скороченням штатів. У 1925 р. продовжив трудову діяльність на посаді лікаря-психоневролога у Київському інституті вдосконалення лікарів. Упродовж 1927-1928 рр. працював у клініці нервових хвороб Київського державного психоневрологічного інституту. У 1928 р. О. К. Судомир продовжив трудову діяльність у Київському інституті науково-судових експертиз на посаді асистента судово-психіатричної секції. Упродовж 1928-1931 рр. навчався в аспірантурі цього інституту. Після її закінчення був переведений на посаду старшого наукового співробітника. Одночасно працював на посаді асистента, а згодом завідувача психіатричної клініки Київського інституту науково-судових експертиз, яка розташовувалась у в’язниці м. Києва. 
З 1928 р. О. К. Судомир за сумісництвом працював викладачем Всеукраїнської школи командного складу міліції та карного розшуку, де викладав курс кримінальної психології та психопатології. Наприкінці 1920-х – на початку 1930-х років О. К. Судомир також викладав лекції у Київському медичному технікумі та у навчальних закладах юридичного профілю. У 1935 р. О. К. Судомир очолив кафедру психіатрії Вінницького державного медичного інституту. Того самого року за постановою Центральної кваліфікаційної комісії Народного комісаріату охорони здоров’я отримав вчене звання в. о. професора. Одночасно за сумісництвом працював в. о. завідувача кафедри судової медицини Вінницького державного медичного інституту (1936-1939) .
У липні 1941 р. Вінницьким обласним військоматом О. К. Судомир був мобілізований до лав Червоної армії. Був головою армійської військово-лікарської комісії управління польового евакуаційного пункту № 208 53-ої Армії. Мав військове звання майора медичної служби. Проходив службу на Степовому, Північно-Західному, Південно-Західному, 2-му Українському фронтах. Регулярно відвідував шпиталі для легкопоранених, очолював шпитальні комісії та забезпечував своєчасну виписку бійців і командирів, які одужали. Завдяки цьому забезпечував здоровим контингентом діючі частини армії. Був нагороджений двома орденами Вітчизняної війни ІІ ступеня, медалями «За перемогу над Німеччиною у Великій Вітчизняній війні 1941-1945 рр.» (1945), та «За перемогу над Японією» .
У 1946 р. Міністерство охорони здоров’я УРСР направило О. К. Судомира до м. Станіслав (нині Івано-Франківськ) для організації обласної психоневрологічної лікарні і кафедри психіатрії у новоствореному Станіславському державному медичному інституті (нині Івано-Франківський національний медичний університет). Це завдання він успішно виконав – організував лікарню, кафедру і в подальшому психоневрологічний диспансер. Ще однією заслугою Олександра Костянтиновича було створення першого колективу кафедри. Він заклав основи організаційно-методичної бази та організації педагогічного та лікувально-діагностичного процесу . 
У 1948 р. О. К. Судомир захистив докторську дисертацію «Про симуляцію психічних захворювань», яка добре відома широкому загалу психіатрів та судових лікарів. Ця праця не втратила своєї актуальності і дотепер. Того самого року О. К. Судомиру було присуджено науковий ступінь доктора медичних наук, а згодом і вчене звання професора . Всі наступні роки О. К. Судомир продовжував працювати на посаді завідувача кафедри психіатрії, упродовж 1950-1951 років був деканом факультету Станіславського державного медичного інституту і брав активну участь в організації психоневрологічної допомоги в Івано-Франківській області, яка раніше була малодоступною для більшості громадян [1]. Працюючи в Станіславському медичному інституті, О. К. Судомир мав повагу серед студентів та колег за високий рівень викладання психіатрії на лекціях і практичних заняттях. Діяльність вченого в цей період охоплювала широке коло питань – переважно загальної психопатології, криміналістики, судової психології та психіатрії, яким він присвятив понад 30 наукових праць. За трудові заслуги був нагороджений Орденом Трудового Червоного прапору.
Пішов із життя Олександр Костянтинович Судомир 18 березня 1957 р. після тривалої та важкої хвороби .

## Наукова та лікарська діяльність
Наукові інтереси О. К. Судомира зосереджувались на різних теоретичних і практичних проблемах кримінальної психології та психіатрії. У 1928 р. науковець опублікував статтю «Изменение психики при опухолях мозга», в якій розглянув вплив пухлин на психічні процеси людини. На думку автора, значний вплив на психіку має внутрішньочерепна гіпертензія, яка досить часто супроводжує пухлини головного мозку. О. К. Судомир стверджував, що пухлини, які розташовуються в основі головного мозку, а також в ділянці гіпофізу досить часто викликають симптоми психічних захворювань. Це пов’язано з тим, що тут знаходиться низка важливих ділянок мозку для перебігу психічних процесів. Порушення психічних функцій відбувається також при розташуванні пухлин у ділянках мозку з щільною концентрацією асоціативних нервових волокон. За даними О. К. Судомира, психічні розлади при пухлинах мозку клінічно дуже різноманітні і можуть бути віднесені до групи симптоматичних психозів при органічних ураженнях головного мозку .
У 1929 р. була опублікована стаття О. К. Судомира «Расщепление речи при шизофрении». В ній автор дійшов до висновку, що для мовлення хворих на шизофренію характерна правильна синтаксична структура речення при відсутності смислового зв’язку між його елементами. Порушення мови при шизофренії відрізняються від мовних розладів при афазії. З лексичної точки зору у хворих на шизофренію спостерігається явище патологічного словотвору – утворення неологізмів. Отже, на думку О. К. Судомира, при цьому захворюванні порушується переважно лексико-семантичний рівень мовлення. 
У 1936 р. вийшла стаття О. К. Судомира «Судебно-психиатрический анализ половых преступлений, совершенных в отношений детей». Автор проаналізував ряд випадків педофілії, з якими зустрічався під час роботи у Київському інституті судово-медичної експертизи та на кафедрі психіатрії Вінницького державного медичного інституту. Судово-психіатричні дослідження довели, що майже всі особи обвинувачені у педофілії, на момент скоєння злочину усвідомлювали свої дії і тому є осудними. На думку О. К. Судомира, їх злочинні дії зумовлені не важкими розладами свідомості чи психічними захворюваннями, а патологічними рисами характеру або соматичними проблемами .
У 1937 р. побачила світ стаття науковця «Про термінологію і висновки в експертизах по дослідженню почерку», яка була опублікована у збірнику «Криміналістика і науково-судова експертиза» (випуск 1). Впродовж 20-х–30-х років ХХ ст. співробітники Київського інституту науково-судових експертиз проводили судово-медичні дослідження кісток, м’яких тканин, крові, частин трупа, біологічних рідин організму людини тощо. Секція, в якій працював О. К. Судомир, проводила кримінально-психологічні, психопатологічні та психіатричні дослідження правопорушників. Наукові результати відображалися в підготовці методик експертиз, розробці методів і прийомів дослідження окремих об’єктів та ін.
У довоєнний період О. К. Судомир досліджував організацію судово-психіатричної роботи в Україні, розробляв методи лікування шизофренії шляхом переливання крові, вивчав соціальну небезпеку психічнохворих для оточуючих. Окрема праця була присвячена опису вбивств, які були здійснені  психічно хворими особами. Значну увагу вчений в цей час приділяв вивченню психологічних рис свідків, особливостей психоневрологічної експертизи в умовах амбулаторного дослідження, розробці критеріїв встановлення неосудності. Неабиякий інтерес мали публікації О. К. Судомира, присвячені психології манії переслідування, особливостям статевих злочинів, симуляції психічних захворювань та методів її виявлення. 
Під час Другої світової війни О. К. Судомир вивчав проблеми діагностики та лікування глухонімоти внаслідок повітряної контузії. На його думку, глухонімота – це істерична реакція та функціональний розлад, навіть у тих випадках, коли виникає на фоні струсу мозку. Вчений вважав, що її лікування необхідно розпочинати якомога раніше, ще в армійських шпиталях першої лінії. Методи лікування – психотерапія, лише в окремих випадках виникає потреба в застосуванні лікарських засобів .
У 1950-х роках О. К. Судомир вивчав проблему лікування шизофренії медикаментозним сном, дослідив функціональну активність щитовидної залози у хворих на шизофренію під впливом радіоактивних ізотопів йоду, розглянув етіологію, патогенез та механізм розвитку реактивних психозів, визначив поняття симуляції психозу  . У 1956 р. в Івано-Франківську вийшла друком праця вченого «Про суть снів та сновидінь».

## Праці О. К. Судомира
1.    Судомир А. К. К казуистике и сущности гомосексуальности / А. К. Судомир // Современная психоневрология. – 1927. – № 11. – С. 371–377.
2.    Судомир А. К. Изменение психики при опухолях мозга / А. К. Судомир // Труды клиники нервных болезней Киевского государственного института для усовершенствования врачей. – Киев, 1928. – Т. 1. – С. 395–418.
3.    Судомир А. К. Расщепление речи при шизофрении / А. К. Судомир // Современная психоневрология. – 1929. – № 6/7. – С. 514–519.
4.     Судомир О. К. Короткий курс судової психології та психопатології для працівників дізнання, слідства, суду / О. К. Судомир. – Х. ; К. : Медвидав, 1932. – 154 с.
5.    Судомир А. К. Судебно-психиатрический анализ половых преступлений, совершаемых в отношении детей / А. К. Судомир // Сборник научных трудов Центральной больницы Киевских МЗ. – Киев, 1936. – Т. II. – С. 82–94.
6.     Судомир О. К. Про термінологію і висновки в експертизах по дослідженню почерку / О. К. Судомир // Криміналістика і науково-судова експертиза, збірник перший. Київ, 1937. – С. 97–102.
7.    Судомир А. К. Истерические реакции и притворное поведение / А. К. Судомир // Невропатология и психиатрия. – 1943. – № 5. – С. 77.